# Carmona (Espanha)
Carmona é um município da Espanha na província de Sevilha, comunidade autónoma da Andaluzia, de área 924 km² com população de 27578 habitantes (2007) e densidade populacional de 29,85 hab/km².

## Toponímia
A origem do topónimo Carmona é desconhecida embora seja estudado há mais de quatrocentos anos.  As  duas teorias mais defendidas para a origem deste topónimo são: fenícia em car- cidade e Hammon- divindade com o significado de cidade de Hammon e a outra teoria defende uma origem ibérica em car - altura e mon - força resultando em colina forte.

## Demografia
| Variação demográfica do município entre 1991 e 2004 | Variação demográfica do município entre 1991 e 2004 | Variação demográfica do município entre 1991 e 2004 | Variação demográfica do município entre 1991 e 2004 |
| --------------------------------------------------- | --------------------------------------------------- | --------------------------------------------------- | --------------------------------------------------- |
| 1991                                                | 1996                                                | 2001                                                | 2004                                                |
| 23617                                               | 25266                                               | 25794                                               | 26558                                               |